# Паризії

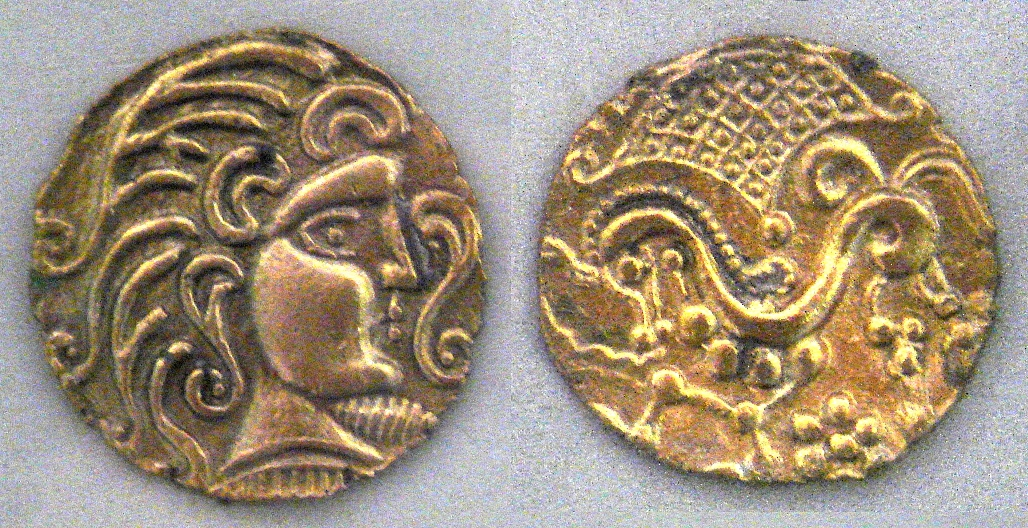
Золоті монети паризіїв, I ст. до н. е.
Національна бібліотека Франції

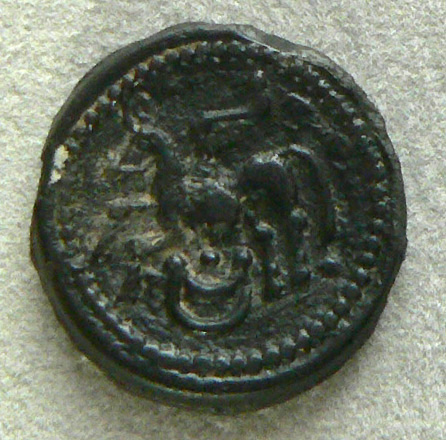
Верхня сторона монети паризіїв із зображенням коня, I ст. до н. е.

Пари́зії (лат. Parisii, також лат. Quarisii) — кельтське плем'я, що проживало на березі річки Сени до захоплення цієї території Римською імперією. Найбільшим поселенням (оппідумом, містом-фортецею) паризіїв була Лютеція, яка після завоювання римлянами Галлії стала важливим торговим містом. Саме з цього поселення пізніше виникло місто Париж.
Під час галльських кампаній Юлія Цезаря паризії воювали на стороні Верцингеторикса проти римських завойовників. Припускають, що деякі паризії після поразки втекли до Британії, проте найбільш ймовірна версія — паризії переселилися до Британії раніше, під час бельгійської імміграції.
Римсько-британські племена паризіїв поблизу Східного Йоркширу і Хамберсайду з великою ймовірність походять саме від цього кельтського племені. Обряди поховань обох племен відрізняються один від одного мінімально, помітний континентальний вплив на культуру Арраса. Вказівки на поховання, під час яких померлого вкладали в могилу поряд з двоколісними возами, були знайдені в обох регіонах.
Деякі генеалоги вважають, що такі прізвища, як Paris, Parrish, O'Parish, походять від племені паризіїв, проте постійна міграція і велика кількість завоювань, які пережила Велика Британія з часів залізної доби, говорять не на користь цієї версії.